# Florian Kehrmann
Florian Kehrmann (Neuss, 26 de junio de 1977) fue un jugador de balonmano alemán que jugaba de extremo derecho. Fue uno de los componentes de la Selección de balonmano de Alemania con la que ha disputado 223 partidos internacionales en los que ha anotó un total de 820 goles, debutando un 6 de abril de 1997 en un partido amistoso contra la selección de China.
Se inició en el balonmano en las categorías inferiores del HG Büttgen, desde el cual se trasladó en 1994 a las categorías inferiores del TUSEM Essen, con el que se proclamaría campeón juvenil alemán. Tras concluir su periodo juvenil fichó por el SG Solingen, donde permanecería durante 4 temporadas hasta desembarcar en el TBV Lemgo en el verano de 1999, club en el que permaneció como jugador hasta su retiro en 2014. Durante su carrera en la Bundesliga disputó un total de 460 partidos en los que anotó un total de 1.846 goles.
Durante una década fue el extremo zurdo de referencia en el equipo nacional alemán, con el que se proclamaría Campeón del Mundo en 2007, anotando 4 goles en la final contra Polonia. Además, disputó tres Juegos Olímpicos con la Selección de Alemania en los que marcó un total de 86 goles, siendo la medalla de plata en los Juegos Olímpicos de Atenas su mejor resultado.

## Equipos
- TUSEM Essen (1994-1995)
- SG Solingen (1995-1999)
- TBV Lemgo (1999-2014)

## Palmarés
- Bundesliga  2003
- Copa de Alemania  2002
- Copa EHF 2006, 2010

## Méritos y distinciones
- Mejor extremo derecho del Campeonato Europeo de Balonmano 2008